# バッファローグローブ

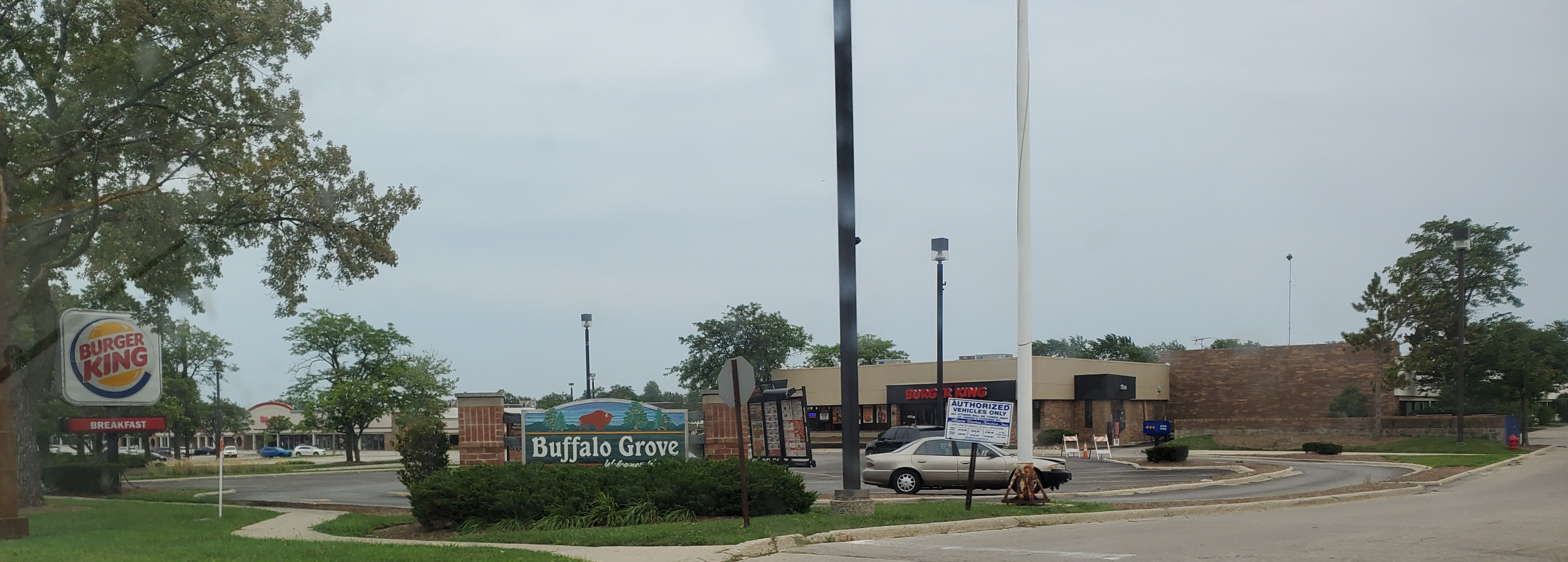
ウェルカムサイン

レイク郡、クック郡内の位置

バッファローグローブ（Buffalo Grove）は、アメリカ合衆国イリノイ州のレイク郡にある村である。人口は4万3212人（2020年）。シカゴの北西45キロメートルに位置している。西部開拓時代は名もない農村だったが、現在は南北と東西の幹線道路が交わる要所である。村の一部はクック郡に入っている。

## 地理
バッファローグローブの座標は北緯42度9分59秒 西経87度57分48秒 / 北緯42.16639度 西経87.96333度である。
アメリカ合衆国統計局によると、この村は総面積23.9 km2 (9.2 mi2) である。このうち23.8 km2 (9.2 mi2) が陸地で0.1 km2 (0.04 mi2) が水地域である。総面積の0.22%が水地域となっている。
州間高速道路290号線最北端の村であり、北のレイク郡と南のクック郡の境界であるLake Cook Road（旧：County Line Road) をまたいで存在している。また、隣接するプレーリーヴュー (Prarie View) の村とは飛び石状にお互いの村の中に土地を有する、いわゆる Unincorporated な箇所もある。
南はアーリントンハイツ (Arlington Heights)、東はディアフィールド (Deerfield) とウィーリング (Wheeling)。西はレイクズーリック (Lake Zurich) とパラタイン (Palatine)、そして北はロンググローブ (Long Grove)、プレーリーヴュー (Prarie View)、リンカーンシャイアー (Lincolnshire) に囲まれている。

## 人口動静
2000年国勢調査で、この村は人口42,909人、15,708世帯、及び11,655家族が暮らしている。人口密度は1,802.7/km2 (4,666.9/mi2) である。679.2/km2 (1,758.2/mi2) の平均的な密度に16,166軒の住宅が建っている。このビレッジの人種的な構成は白人88.70%、アフリカン・アメリカン0.76%、先住民0.06%、アジア8.43% 、太平洋諸島系0.01%、その他の人種0.91%、及び混血1.14%である。人口の3.32%はヒスパニックまたはラテン系である。
ユダヤ系が比較的多い。80年代以降、シカゴ市内から郊外へ移住し、ちょうど開発途上だったバッファーローグローブに落ちついた。比較的収入が高く、土地も高く、税金も高い。だがそのおかげで犯罪も少なく、学校も設備が整っており、警察や消防も最新設備を保有している。
イリノイ州は21世紀に入ってから中南米系の人口が多くなり、バッファーローグローブでも町のいたるところにスペイン語の表示がみられる。
この郡の世帯ごとの平均的な収入は80,525米ドルであり、家族ごとの平均的な収入は92,583米ドルである。男性は63,107米ドルに対して女性は41,039米ドルの平均的な収入がある。この郡の一人当たりの収入 (per capita income) は36,696米ドルである。人口の2.3%及び家族の1.3%は貧困線以下である。全人口のうち18歳未満の2.6%及び65歳以上の2.2%は貧困線以下の生活を送っている。

## 社会基盤

### 商業
町の東部、ミルウォーキー・ロード (Milwaukee Road) 沿いにはビジネスパーク（オフィス街）が並ぶ。JCCC加盟の日本企業も多々存在する。
町内の主力スーパーマーケットはジュエル (Jewel) とドミニクス (Dominick's)。量販店はウォルマートとターゲット (Target)。マクドナルドは3軒ある。町内にはデパートが連結している様な大型ショッピングモールは無いが、映画館が隣接している中型ショッピングセンターが２つ、レストランが軒並み並ぶ小型ショッピングセンターは十数軒ある。

### 交通
住民の交通は主に自家用車。電車は2路線、いずれも200貨車級の貨物列車と相互乗り入れである。路線には州外の町を結ぶアムトラックとシカゴエリアを往来するメトラ（Metra）が1時間に1.2本の割合で走る。また、これらの駅と主要商社を結ぶペース (Pace) バスも朝夕のラッシュ時にだけ見ることができる。

### 教育
バッファローグローブには公立学区が複数存在し、その面積と人口を物語っている。高等学校の学区はふたつ、必ずしも道路や郡の境界線と重なっているわけではないが、クック郡の生徒はバッファーローグローブ高校 (Buffalo Grove High School) へ、レイク郡の生徒はスティーブンソン高校 (Adlai E. Stevenson High School) へ通うことになっている。